# Aulnay-sur-Marne
Aulnay-sur-Marne és un municipi francès, situat al departament del Marne i a la regió del Gran Est. L'any 2017 tenia 254 habitants.

## Habitatges
El 2007 hi havia 105 habitatges, 99 eren l'habitatge principal de la família, 2 eren segones residències i 4 estaven desocupats. 104 eren cases i 1 era un apartament. Dels 99 habitatges principals, 88 estaven ocupats pels seus propietaris, 10 estaven llogats i ocupats pels llogaters i 1 estava cedit a títol gratuït; 1 tenia dues cambres, 10 en tenien tres, 25 en tenien quatre i 63 en tenien cinc o més. 74 habitatges disposaven pel capbaix d'una plaça de pàrquing. A 41 habitatges hi havia un automòbil i a 48 n'hi havia dos o més.

## Piràmide de població
La piràmide de població per edats i sexe el 2009 era:
| Homes | Edats   | Dones |
| ----- | ------- | ----- |
| 0     | 95 o +  | 0     |
| 0     | 90 a 94 | 4     |
| 4     | 85 a 89 | 4     |
| 4     | 80 a 84 | 4     |
| 0     | 75 a 79 | 4     |
| 4     | 70 a 74 | 0     |
| 0     | 65 a 69 | 12    |
| 12    | 60 a 64 | 8     |
| 0     | 55 a 59 | 4     |
| 4     | 50 a 54 | 4     |
| 12    | 45 a 49 | 16    |
| 16    | 40 a 44 | 12    |
| 8     | 35 a 39 | 4     |
| 8     | 30 a 34 | 4     |
| 0     | 25 a 29 | 0     |
| 12    | 20 a 24 | 8     |
| 4     | 15 a 19 | 12    |
| 8     | 10 a 14 | 12    |
| 8     | 5 a 9   | 4     |
| 4     | 0 a 4   | 4     |

## Economia
El 2007 la població en edat de treballar era de 152 persones, 113 eren actives i 39 eren inactives. De les 113 persones actives 109 estaven ocupades (60 homes i 49 dones) i 4 estaven aturades (3 homes i 1 dona). De les 39 persones inactives 20 estaven jubilades, 9 estaven estudiant i 10 estaven classificades com a «altres inactius».

### Ingressos
El 2009 a Aulnay-sur-Marne hi havia 99 unitats fiscals que integraven 236 persones, la mediana anual d'ingressos fiscals per persona era de 22.090,5 €.

### Activitats econòmiques
Dels 6 establiments que hi havia el 2007, 2 eren d'empreses de construcció, 2 d'empreses de serveis i 2 d'entitats de l'administració pública.
Els 2 serveis als particulars que hi havia el 2009 eren guixaires pintors.
L'any 2000 a Aulnay-sur-Marne hi havia 10 explotacions agrícoles.

## Poblacions més properes
El següent diagrama mostra les poblacions més properes.